# 謝肇齊
謝肇齊（1905年5月15日—1995年9月1日），籍贯福建武平，中華民國將領，第五任陸軍軍官學校（黃埔軍校）校长，為該校第六期毕业。北伐後，於1930年考取留英。1934年，畢業於英國皇家軍校（即桑赫斯特軍校）。為蔣介石麾下少數受完整歐美軍訓之將領。抗日戰爭前在南京訓練中國第一批裝甲兵。

## 抗日
1940年—1945年，曾在貴州札佐擔任軍政部札佐演習場場長，該演習場為抗戰時期，中國最大之新兵訓練中心，除訓練新制新兵之外，亦調訓各戰區之基層幹部，大幅增進抗戰軍力，成績斐然，1944年，率領新軍（分別編入29軍及98軍，新軍中之一位團長即日後在台任副參謀總長與國防部長之鄭為元將軍） 在黔南戰況緊急下，參與獨山戰役及平塘戰役。擊潰欲北犯重慶之日軍。

## 生平
- 1947年，赴美一年，畢業於美國陸軍指揮參謀學院。返國後，歷任騎兵17旅旅長，陸軍32師師長，70軍副軍長等職。
- 1950年，國府遷台後，任陸軍總部第五署署長，
- 1951年，任陸軍步兵學校教育長，在任內，步校連續兩年被美軍顧問團團長蔡斯將軍評鑑為國軍表現最佳之接受美援單位，蔣介石得知，調謝氏為黃埔軍校教育長，
- 1953年，在黃埔軍校教育長任內，再次赴美國西點軍校考察一年。返台後出任黃埔軍校第五任及新制第一任校長，並將軍校從第27期開始，改為四年學院制，為國軍第一所授學位之軍校。
- 1956年，蔣經國長子蔣孝文，進入軍校28期就讀，因不能適應嚴格之軍事教育，課業亦落後，乃藉口鼻疾，1956年底即退學。另一同期同學為總政治部主任蔣堅忍之子，因成績不及格遭退訓。蔣堅忍遷怒謝氏，乃動用政工系統，羅織「摧殘青年」之罪名，將謝氏於1957年初革職。
- 1959年，蔣介石於查明真相後，再度重用謝氏，命其為軍方代表之一，會同鄭彥棻、李國鼎、沈宗翰、查良鑑等黨政人士，參與籌劃成立國防研究院，為國府此後二十年之黨政軍骨幹作召訓準備。
- 1959年，畢業於國防研究院第一期，與孫運璿、胡宗南、連震東等為同期同學。畢業後，因逐漸掌握實權之蔣經國反對，謝氏未獲派任新職。蔣介石乃調其至總統府任參軍。
- 1960年，蔣介石以對調之名義，將謝氏之職務與三軍聯合參謀大學教育長龔愚對換，並晉升謝氏為中將。
- 1965年，蔣經國就任國防部部長後，下令謝氏提前退伍。謝氏為一代儒將，擅詩文，經常在武平同鄉會刊上發表詩作。早年除編撰國軍經典騎兵手冊「馬事指針」及輕、重機槍維修與使用手冊外，亦常在各國防刊物上發表對戰術、戰略之研究，迭獲國防部年度佳作獎。軍旅生涯結束後，曾在台北各大學任英文教授約十餘年。
- 1992年，赴美依親。
- 1995年9月，病逝於美國舊金山，葬於灣區半月灣百齡園，享年91。

| 前任： 羅友倫 | 黃埔軍校校長 1954年9月—1957年3月 | 繼任： 徐汝誠 |